# Европейский фонд за демократию
Европейский фонд за демократию (ЕФД, англ. European Endowment for Democracy, EED) — международная неправительственная организация, созданная в 2013 году Европейским союзом и государствами — членами ЕС и финансирующая проекты по продвижению демократии.

## История
Основным движителем создания ЕФД была Польша, также в создании участвовали Швеция и Европейская комиссия. По состоянию на 2015 год небольшой вклад внесли Германия и Испания, а Франция и Великобритания не участвовали в финансировании.
Изначально был основан для работы в восточных и южных соседях Европейского союза вроде Украины, к 2015 году география была расширена, 15 % финансирования было выделено для работы в более далёких странах вроде Ирана и России.
В 2020 году ЕФД признан в России «нежелательной организацией».

## Деятельность
В 2013—2015 годах ЕФД финансировал 192 проекта. По состоянию на 2015 год 10 % проектов, подавших заявку, получают финансирование, а общих бюджет составлял 7-8 миллионов евро в год.
В 2021 году ЕФД финансировал 293 проекта, 34 % из которых — из стран Восточного партнёрства, 44 % — гранты для СМИ. Общий бюджет — 25 миллионов евро.
По мнению Ричарда Юнгса (англ. Richard Youngs) из Европейского центра Карнеги, ЕФД достиг большей независимости от спонсоров в распределении средств, чем ожидалось.